# Fuerza de Santa Isabel

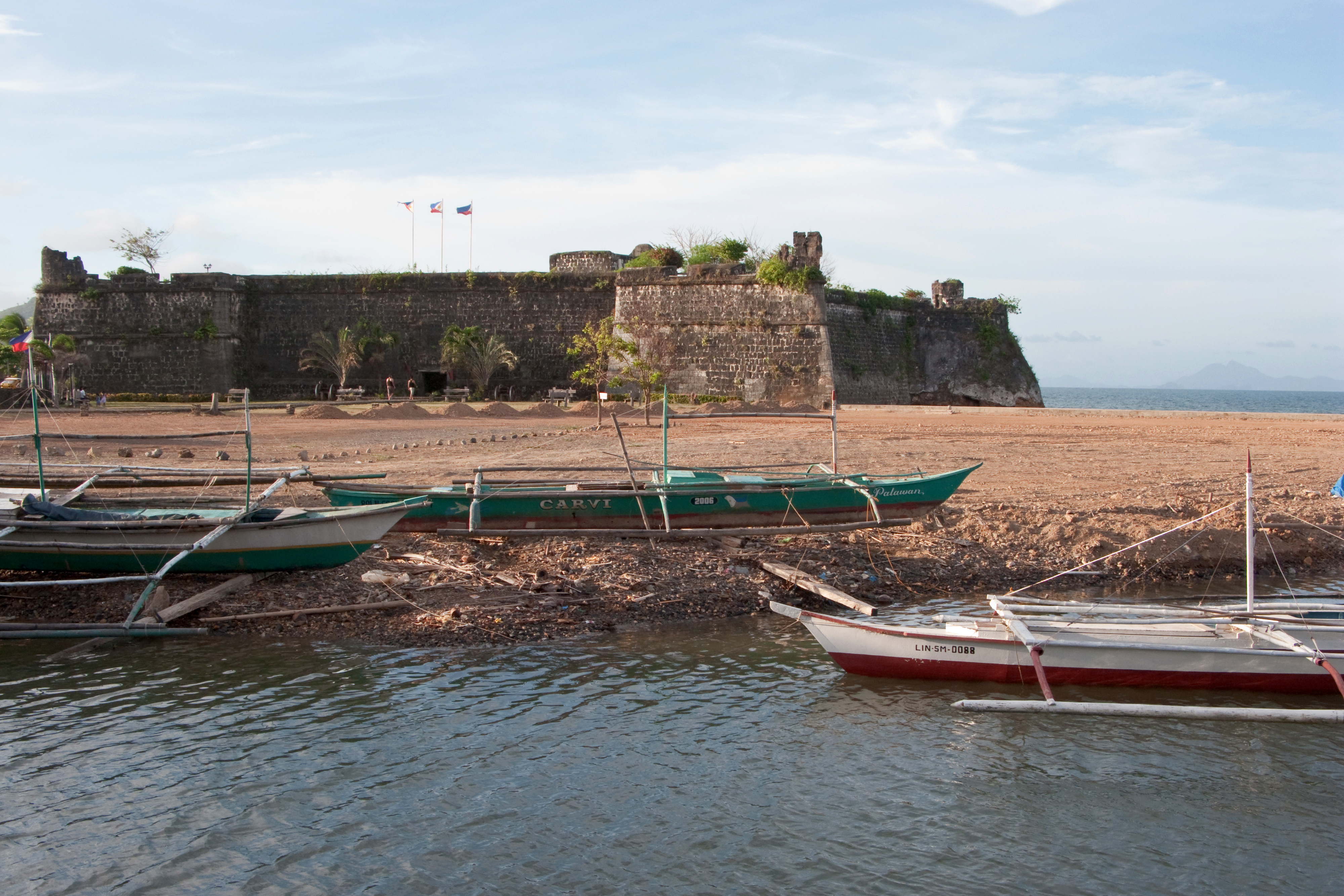
Fuerza de Santa Isabel.

La Real Fuerza y Presidio de Santa Isabel, conocida localmente como "Kuta",  es una fortaleza construida para la defensa de la plaza de  Taytay, capital de la antigua  provincia española de  Calamianes, villa  situada en la isla de Paragua.
Esta Real Fuerza protegía a los habitantes de los ataques de los piratas moros de Joló, contrarios a  la evangelización y salvación de la población indígena al cristianismo.

## La fortaleza
De forma casi  cuadrangular con baluartes con sus respectivas garitas en las cuatro esquinas. Los baluartes llevan los nombres de San Toribio, Santa Isabel, San Juan y San Manuel.

"...Fuerza de Santa Isabel. — Hállase en la gran isla de la Paragua, en la parte superior septentrional, á 11 leguas y tercio de la cabecera de Calamianes, en lo más interno de una ensenada, que ocupa el pueblo de Taytay, á los 10 grados 2S minutos de latitud septentrional, 157,28 de longitud oriental, y distante de Manila 73 leguas al S. cuarta al SO., 4 grados al O. 

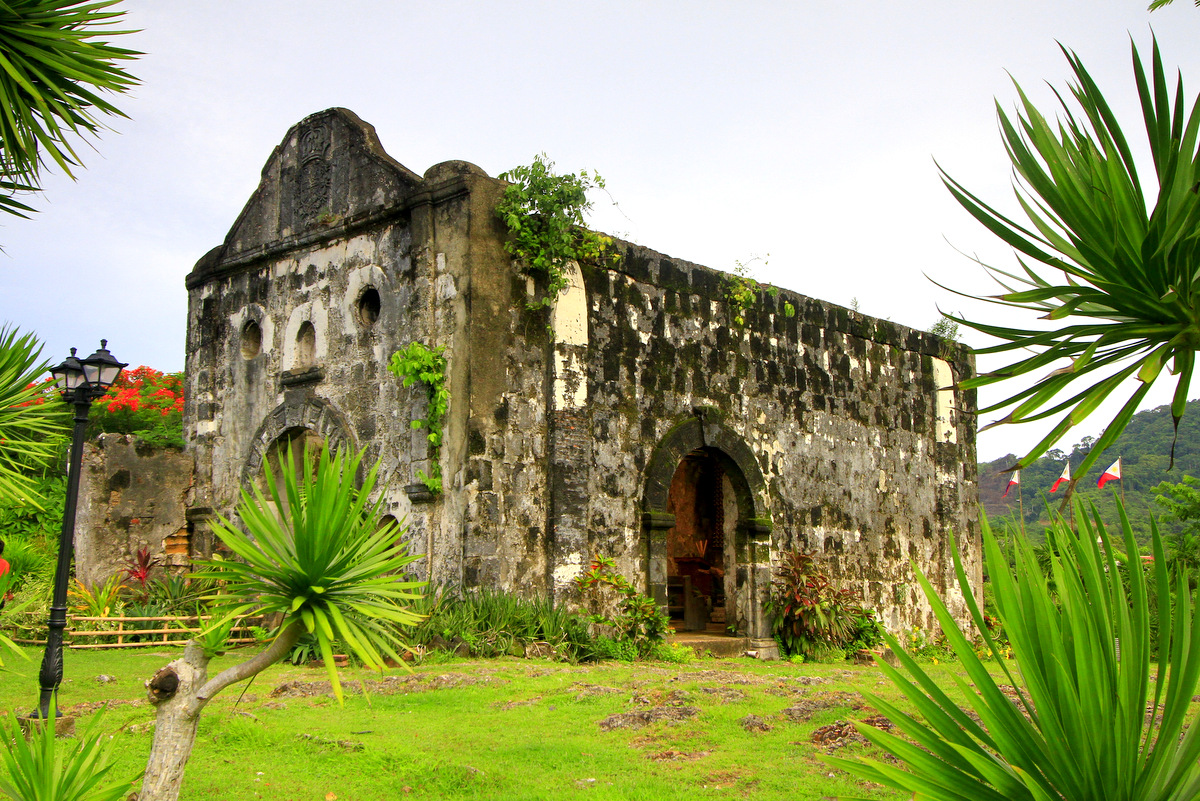
Capilla en el interior la Fuerza de Santa Isabel.

Es un mogote de piedra, que se eleva como 20 pies sobre un bajo del mar, por lo que en pleamar queda totalmente aislada. 
Su figura, cuadrilátera irregular. Consta de una cortina de cal y canto, de 96 pies de longitud, con dos baluartes colaterales.
En la medianía está la puerta, y se va á la población por una calzada de 650 pies de largo, á cuyo extremo está un monte de bastante elevación que domina á esta fuerza, con perjuicio tan notable, que en el ataque de los moros de 1734, habiendo puesto éstos algunas piezas pequeñas en la eminencia del monte, padecieron los nuestros mucho, por lo que se decidió rebajarlo de altura y se empezaron las obras.
Tiene esta fuerza dos medias culebrinas de bronce, 20 piezas de fierro de calibres menores, 8 pedreros de bronce con 20 cámaras de lo mismo, balas, granadas, municiones y armas de mano correspondientes poco más ó menos al número de hombres de guerra. 
Los calamianes no sólo estaban relevados de pagar tributo, sino que se les enviaban de Manila socorros y armamentos..."
Capitulo XV, páginas 119-120 Guerras piráticas de Filipinas.

## Historia
La villa de Taytay fue fundada  en 1623.
Como antecedente, los Padres Agustinos Recoleto levantaron en Taytay en 1667  una empalizada de madera.
El histórico fortín de Taytay, llamado la Fuerza de Santa Isabel, fue construido en 1667 bajo dirección de la Orden de Agustinos Recoletos.

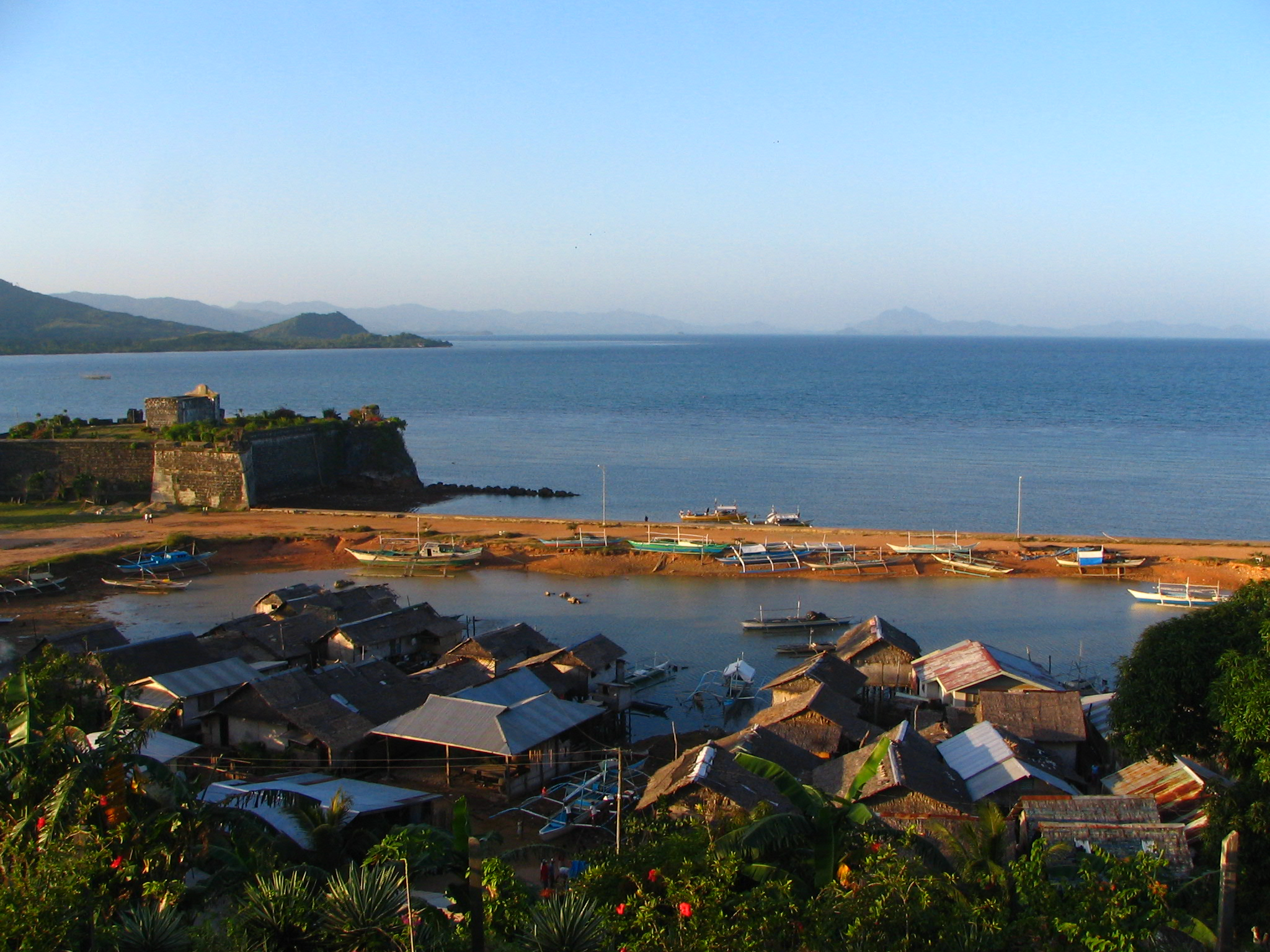

Su artífice fue el  cartógrafo e ingeniero militar Antonio Fernández de Roxas, conocido por su vista panorámica de Manila, quien delineó  la planta de la Fuerza de Santa Isabel  cuando estuvo en aquel paraje en 1721,  con la armada de su mando.

"...Femández de Rojas estudió los posibles emplazamientos del futuro fuerte de piedra, y anotó dos; uno sobre la cima de un cerro en el que existía el fortin llamado "la retirada" y otro en un mogote que avanzaba hacia el mar, por la parte oriental del pueblo. Para cada uno de ellos
trazó una planta de fortiftcación..."
El alcalde mayor de Calamianes, Bernardo de Illumbe, al Gobernador, en Taytay, a 26-X-1722.

Se completó la obra de fábrica de esta fortaleza de piedra el 17 de diciembre de 1738.
En el Museo Naval de Madrid se encuentra un plano fechado en 1738, según la relación de Valdés Tamón.

### Asedio

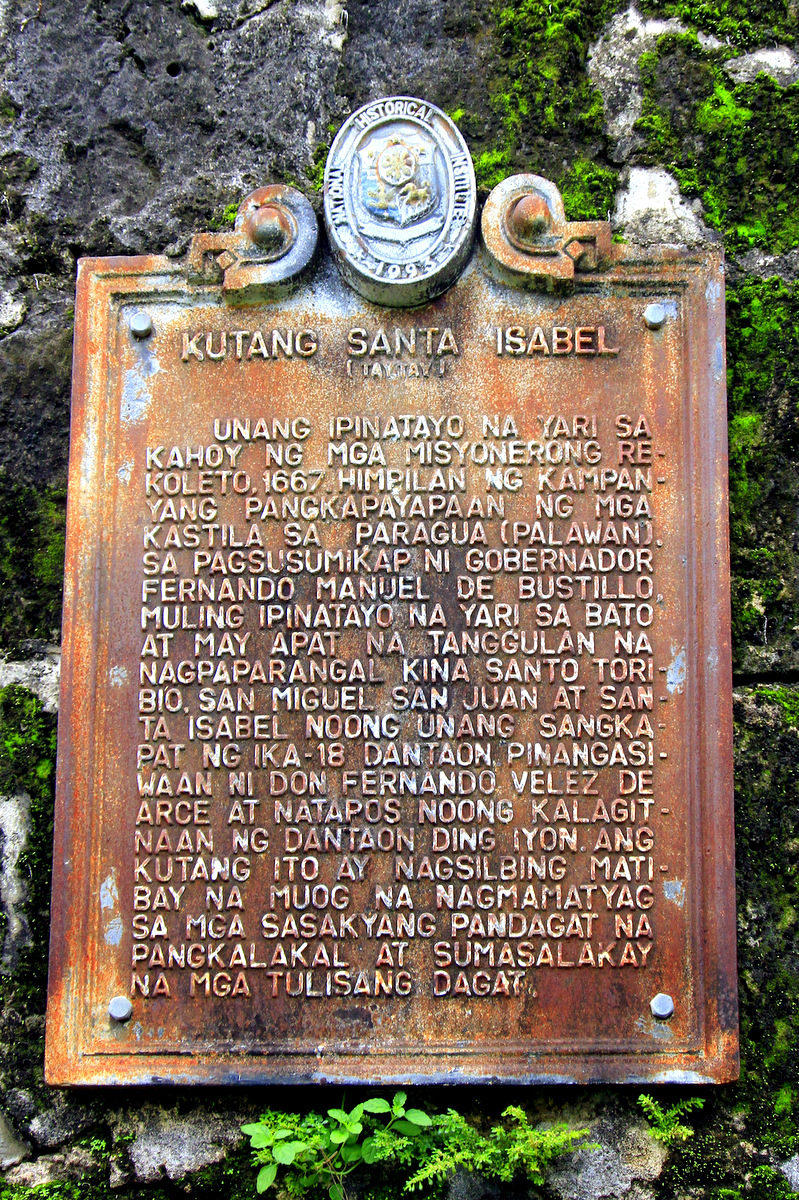
Inscripción.

Entre los años 1730 y 1739, Datu Bigotillo y 3.800 piratas moros fueron enviados por  sultán de Joló Maulana-Diafar Sabiesa para asediar y ocupar la fortaleza.
Cuentan que durante el asedio se produjo la aparición de Santa Mónica vestida con túnica blanca. La santa patrona del lugar aconsejó a  los sitiados obtener grasas al hervir vacas y carabaos sacrificados. Dejaron escurrir este líquido por los muros de modo que  las paredes fueran resbaladizas imposibilitando de este modo la escalada de los piratas quienes levantaron el cerco.

## Patrimonio
Cultural Heritage Monument in the Philippines number PH-41-0015.